# Джерело «Яруга»
Джерело «Яруга» — гідрологічна пам'ятка природи місцевого значення. Розташована на території с.
Яруга Могилів-Подільського району Вінницької області на відстані 30 м. від сільської ради Оголошена відповідно до рішення Вінницького облвиконкому від 29.08.1984 р. № 371. Охороняється джерело ґрунтової води, яке виходить на поверхню з вапнякових порід і живить річку Олинек.